# Festa major

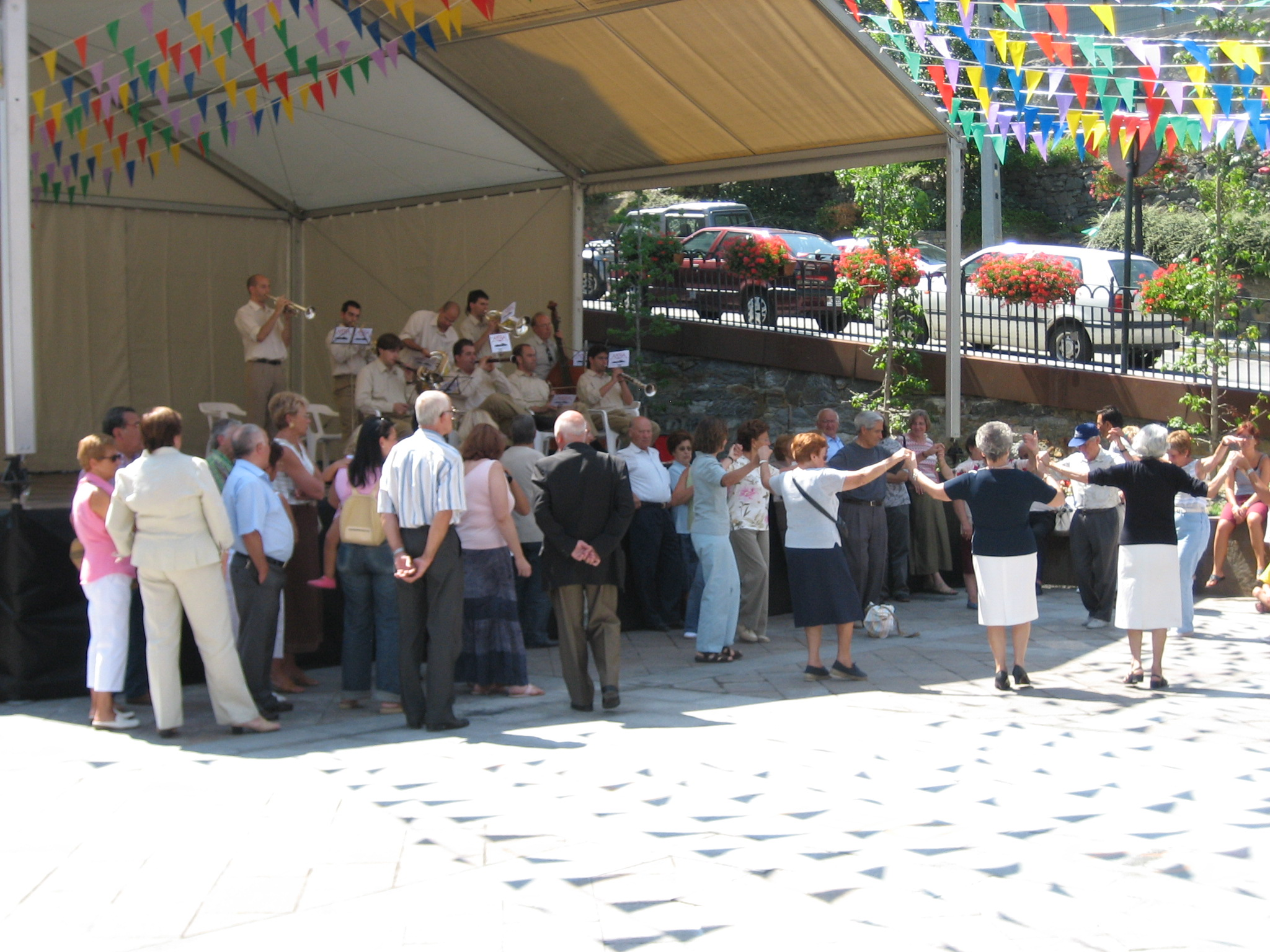
Dans tijdens het festa major van het Andorrese La Massana in 2005

Het festa major (Catalaans voor 'groot feest'; Spaans: fiesta mayor) is een traditioneel jaarlijks feest in de steden en dorpen van Catalonië en Andorra. Elke nederzetting (dus ook de verschillende kernen binnen een gemeente afzonderlijk) viert haar festa major op een vaste datum, al dan niet ter ere van de plaatselijke patroonheilige.
In Catalonië duurt het festa major geregeld meerdere dagen, en vinden er concerten, tentoonstellingen en correfocs plaats. Sinds het verdwijnen van de dictatuur van Francisco Franco nemen processies van reuzen, duivels- en andere dansen en een groot vuurwerk een zeer belangrijke plaats in. Enkele van de populairste festes majors zijn die van Balaguer, Barcelona (de La Mercè op Onze Lieve Vrouw van Barmhartigheid ofte 24 september), Sitges en Tarragona. Barcelona kent zowel een zomer- als een winterfeest: er vindt ook een festa major plaats op 14 februari.